# 1709
Portal Geschichte | Portal Biografien | Aktuelle Ereignisse | Jahreskalender | Tagesartikel

◄ |
17. Jahrhundert |
18. Jahrhundert
| 19. Jahrhundert | ►

◄ |
1670er |
1680er |
1690er |
1700er
| 1710er | 1720er | 1730er | ►

◄◄ |
◄ |
1705 |
1706 |
1707 |
1708 |
1709
| 1710 | 1711 | 1712 | 1713 | ► | ►►
Staatsoberhäupter  · Nekrolog   · Musikjahr
| Januar | Januar | Januar | Januar | Januar | Januar | Januar | Januar |
| Kw     | Mo     | Di     | Mi     | Do     | Fr     | Sa     | So     |
| ------ | ------ | ------ | ------ | ------ | ------ | ------ | ------ |
| 1      |        | 1      | 2      | 3      | 4      | 5      | 6      |
| 2      | 7      | 8      | 9      | 10     | 11     | 12     | 13     |
| 3      | 14     | 15     | 16     | 17     | 18     | 19     | 20     |
| 4      | 21     | 22     | 23     | 24     | 25     | 26     | 27     |
| 5      | 28     | 29     | 30     | 31     |        |        |        |

| Februar | Februar | Februar | Februar | Februar | Februar | Februar | Februar |
| Kw      | Mo      | Di      | Mi      | Do      | Fr      | Sa      | So      |
| ------- | ------- | ------- | ------- | ------- | ------- | ------- | ------- |
| 5       |         |         |         |         | 1       | 2       | 3       |
| 6       | 4       | 5       | 6       | 7       | 8       | 9       | 10      |
| 7       | 11      | 12      | 13      | 14      | 15      | 16      | 17      |
| 8       | 18      | 19      | 20      | 21      | 22      | 23      | 24      |
| 9       | 25      | 26      | 27      | 28      |         |         |         |

| März | März | März | März | März | März | März | März |
| Kw   | Mo   | Di   | Mi   | Do   | Fr   | Sa   | So   |
| ---- | ---- | ---- | ---- | ---- | ---- | ---- | ---- |
| 9    |      |      |      |      | 1    | 2    | 3    |
| 10   | 4    | 5    | 6    | 7    | 8    | 9    | 10   |
| 11   | 11   | 12   | 13   | 14   | 15   | 16   | 17   |
| 12   | 18   | 19   | 20   | 21   | 22   | 23   | 24   |
| 13   | 25   | 26   | 27   | 28   | 29   | 30   | 31   |

| April | April | April | April | April | April | April | April |
| Kw    | Mo    | Di    | Mi    | Do    | Fr    | Sa    | So    |
| ----- | ----- | ----- | ----- | ----- | ----- | ----- | ----- |
| 14    | 1     | 2     | 3     | 4     | 5     | 6     | 7     |
| 15    | 8     | 9     | 10    | 11    | 12    | 13    | 14    |
| 16    | 15    | 16    | 17    | 18    | 19    | 20    | 21    |
| 17    | 22    | 23    | 24    | 25    | 26    | 27    | 28    |
| 18    | 29    | 30    |       |       |       |       |       |

| Mai | Mai | Mai | Mai | Mai | Mai | Mai | Mai |
| Kw  | Mo  | Di  | Mi  | Do  | Fr  | Sa  | So  |
| 18  |     |     | 1   | 2   | 3   | 4   | 5   |
| 19  | 6   | 7   | 8   | 9   | 10  | 11  | 12  |
| 20  | 13  | 14  | 15  | 16  | 17  | 18  | 19  |
| 21  | 20  | 21  | 22  | 23  | 24  | 25  | 26  |
| 22  | 27  | 28  | 29  | 30  | 31  |     |     |
| --- | --- | --- | --- | --- | --- | --- | --- |

| Juni | Juni | Juni | Juni | Juni | Juni | Juni | Juni |
| Kw   | Mo   | Di   | Mi   | Do   | Fr   | Sa   | So   |
| ---- | ---- | ---- | ---- | ---- | ---- | ---- | ---- |
| 22   |      |      |      |      |      | 1    | 2    |
| 23   | 3    | 4    | 5    | 6    | 7    | 8    | 9    |
| 24   | 10   | 11   | 12   | 13   | 14   | 15   | 16   |
| 25   | 17   | 18   | 19   | 20   | 21   | 22   | 23   |
| 26   | 24   | 25   | 26   | 27   | 28   | 29   | 30   |

| Juli | Juli | Juli | Juli | Juli | Juli | Juli | Juli |
| Kw   | Mo   | Di   | Mi   | Do   | Fr   | Sa   | So   |
| ---- | ---- | ---- | ---- | ---- | ---- | ---- | ---- |
| 27   | 1    | 2    | 3    | 4    | 5    | 6    | 7    |
| 28   | 8    | 9    | 10   | 11   | 12   | 13   | 14   |
| 29   | 15   | 16   | 17   | 18   | 19   | 20   | 21   |
| 30   | 22   | 23   | 24   | 25   | 26   | 27   | 28   |
| 31   | 29   | 30   | 31   |      |      |      |      |

| August | August | August | August | August | August | August | August |
| Kw     | Mo     | Di     | Mi     | Do     | Fr     | Sa     | So     |
| ------ | ------ | ------ | ------ | ------ | ------ | ------ | ------ |
| 31     |        |        |        | 1      | 2      | 3      | 4      |
| 32     | 5      | 6      | 7      | 8      | 9      | 10     | 11     |
| 33     | 12     | 13     | 14     | 15     | 16     | 17     | 18     |
| 34     | 19     | 20     | 21     | 22     | 23     | 24     | 25     |
| 35     | 26     | 27     | 28     | 29     | 30     | 31     |        |

| September | September | September | September | September | September | September | September |
| Kw        | Mo        | Di        | Mi        | Do        | Fr        | Sa        | So        |
| --------- | --------- | --------- | --------- | --------- | --------- | --------- | --------- |
| 35        |           |           |           |           |           |           | 1         |
| 36        | 2         | 3         | 4         | 5         | 6         | 7         | 8         |
| 37        | 9         | 10        | 11        | 12        | 13        | 14        | 15        |
| 38        | 16        | 17        | 18        | 19        | 20        | 21        | 22        |
| 39        | 23        | 24        | 25        | 26        | 27        | 28        | 29        |
| 40        | 30        |           |           |           |           |           |           |

| Oktober | Oktober | Oktober | Oktober | Oktober | Oktober | Oktober | Oktober |
| Kw      | Mo      | Di      | Mi      | Do      | Fr      | Sa      | So      |
| ------- | ------- | ------- | ------- | ------- | ------- | ------- | ------- |
| 40      |         | 1       | 2       | 3       | 4       | 5       | 6       |
| 41      | 7       | 8       | 9       | 10      | 11      | 12      | 13      |
| 42      | 14      | 15      | 16      | 17      | 18      | 19      | 20      |
| 43      | 21      | 22      | 23      | 24      | 25      | 26      | 27      |
| 44      | 28      | 29      | 30      | 31      |         |         |         |

| November | November | November | November | November | November | November | November |
| Kw       | Mo       | Di       | Mi       | Do       | Fr       | Sa       | So       |
| -------- | -------- | -------- | -------- | -------- | -------- | -------- | -------- |
| 44       |          |          |          |          | 1        | 2        | 3        |
| 45       | 4        | 5        | 6        | 7        | 8        | 9        | 10       |
| 46       | 11       | 12       | 13       | 14       | 15       | 16       | 17       |
| 47       | 18       | 19       | 20       | 21       | 22       | 23       | 24       |
| 48       | 25       | 26       | 27       | 28       | 29       | 30       |          |

| Dezember | Dezember | Dezember | Dezember | Dezember | Dezember | Dezember | Dezember |
| Kw       | Mo       | Di       | Mi       | Do       | Fr       | Sa       | So       |
| -------- | -------- | -------- | -------- | -------- | -------- | -------- | -------- |
| 48       |          |          |          |          |          |          | 1        |
| 49       | 2        | 3        | 4        | 5        | 6        | 7        | 8        |
| 50       | 9        | 10       | 11       | 12       | 13       | 14       | 15       |
| 51       | 16       | 17       | 18       | 19       | 20       | 21       | 22       |
| 52       | 23       | 24       | 25       | 26       | 27       | 28       | 29       |
| 1        | 30       | 31       |          |          |          |          |          |

| Januar | Januar | Januar | Januar | Januar | Januar | Januar | Januar |
| Kw     | Mo     | Di     | Mi     | Do     | Fr     | Sa     | So     |
| ------ | ------ | ------ | ------ | ------ | ------ | ------ | ------ |
| 1      |        | 1      | 2      | 3      | 4      | 5      | 6      |
| 2      | 7      | 8      | 9      | 10     | 11     | 12     | 13     |
| 3      | 14     | 15     | 16     | 17     | 18     | 19     | 20     |
| 4      | 21     | 22     | 23     | 24     | 25     | 26     | 27     |
| 5      | 28     | 29     | 30     | 31     |        |        |        |

| Februar | Februar | Februar | Februar | Februar | Februar | Februar | Februar |
| Kw      | Mo      | Di      | Mi      | Do      | Fr      | Sa      | So      |
| ------- | ------- | ------- | ------- | ------- | ------- | ------- | ------- |
| 5       |         |         |         |         | 1       | 2       | 3       |
| 6       | 4       | 5       | 6       | 7       | 8       | 9       | 10      |
| 7       | 11      | 12      | 13      | 14      | 15      | 16      | 17      |
| 8       | 18      | 19      | 20      | 21      | 22      | 23      | 24      |
| 9       | 25      | 26      | 27      | 28      |         |         |         |

| März | März | März | März | März | März | März | März |
| Kw   | Mo   | Di   | Mi   | Do   | Fr   | Sa   | So   |
| ---- | ---- | ---- | ---- | ---- | ---- | ---- | ---- |
| 9    |      |      |      |      | 1    | 2    | 3    |
| 10   | 4    | 5    | 6    | 7    | 8    | 9    | 10   |
| 11   | 11   | 12   | 13   | 14   | 15   | 16   | 17   |
| 12   | 18   | 19   | 20   | 21   | 22   | 23   | 24   |
| 13   | 25   | 26   | 27   | 28   | 29   | 30   | 31   |

| April | April | April | April | April | April | April | April |
| Kw    | Mo    | Di    | Mi    | Do    | Fr    | Sa    | So    |
| ----- | ----- | ----- | ----- | ----- | ----- | ----- | ----- |
| 14    | 1     | 2     | 3     | 4     | 5     | 6     | 7     |
| 15    | 8     | 9     | 10    | 11    | 12    | 13    | 14    |
| 16    | 15    | 16    | 17    | 18    | 19    | 20    | 21    |
| 17    | 22    | 23    | 24    | 25    | 26    | 27    | 28    |
| 18    | 29    | 30    |       |       |       |       |       |

| Mai | Mai | Mai | Mai | Mai | Mai | Mai | Mai |
| Kw  | Mo  | Di  | Mi  | Do  | Fr  | Sa  | So  |
| 18  |     |     | 1   | 2   | 3   | 4   | 5   |
| 19  | 6   | 7   | 8   | 9   | 10  | 11  | 12  |
| 20  | 13  | 14  | 15  | 16  | 17  | 18  | 19  |
| 21  | 20  | 21  | 22  | 23  | 24  | 25  | 26  |
| 22  | 27  | 28  | 29  | 30  | 31  |     |     |
| --- | --- | --- | --- | --- | --- | --- | --- |

| Juni | Juni | Juni | Juni | Juni | Juni | Juni | Juni |
| Kw   | Mo   | Di   | Mi   | Do   | Fr   | Sa   | So   |
| ---- | ---- | ---- | ---- | ---- | ---- | ---- | ---- |
| 22   |      |      |      |      |      | 1    | 2    |
| 23   | 3    | 4    | 5    | 6    | 7    | 8    | 9    |
| 24   | 10   | 11   | 12   | 13   | 14   | 15   | 16   |
| 25   | 17   | 18   | 19   | 20   | 21   | 22   | 23   |
| 26   | 24   | 25   | 26   | 27   | 28   | 29   | 30   |

| Juli | Juli | Juli | Juli | Juli | Juli | Juli | Juli |
| Kw   | Mo   | Di   | Mi   | Do   | Fr   | Sa   | So   |
| ---- | ---- | ---- | ---- | ---- | ---- | ---- | ---- |
| 27   | 1    | 2    | 3    | 4    | 5    | 6    | 7    |
| 28   | 8    | 9    | 10   | 11   | 12   | 13   | 14   |
| 29   | 15   | 16   | 17   | 18   | 19   | 20   | 21   |
| 30   | 22   | 23   | 24   | 25   | 26   | 27   | 28   |
| 31   | 29   | 30   | 31   |      |      |      |      |

| August | August | August | August | August | August | August | August |
| Kw     | Mo     | Di     | Mi     | Do     | Fr     | Sa     | So     |
| ------ | ------ | ------ | ------ | ------ | ------ | ------ | ------ |
| 31     |        |        |        | 1      | 2      | 3      | 4      |
| 32     | 5      | 6      | 7      | 8      | 9      | 10     | 11     |
| 33     | 12     | 13     | 14     | 15     | 16     | 17     | 18     |
| 34     | 19     | 20     | 21     | 22     | 23     | 24     | 25     |
| 35     | 26     | 27     | 28     | 29     | 30     | 31     |        |

| September | September | September | September | September | September | September | September |
| Kw        | Mo        | Di        | Mi        | Do        | Fr        | Sa        | So        |
| --------- | --------- | --------- | --------- | --------- | --------- | --------- | --------- |
| 35        |           |           |           |           |           |           | 1         |
| 36        | 2         | 3         | 4         | 5         | 6         | 7         | 8         |
| 37        | 9         | 10        | 11        | 12        | 13        | 14        | 15        |
| 38        | 16        | 17        | 18        | 19        | 20        | 21        | 22        |
| 39        | 23        | 24        | 25        | 26        | 27        | 28        | 29        |
| 40        | 30        |           |           |           |           |           |           |

| Oktober | Oktober | Oktober | Oktober | Oktober | Oktober | Oktober | Oktober |
| Kw      | Mo      | Di      | Mi      | Do      | Fr      | Sa      | So      |
| ------- | ------- | ------- | ------- | ------- | ------- | ------- | ------- |
| 40      |         | 1       | 2       | 3       | 4       | 5       | 6       |
| 41      | 7       | 8       | 9       | 10      | 11      | 12      | 13      |
| 42      | 14      | 15      | 16      | 17      | 18      | 19      | 20      |
| 43      | 21      | 22      | 23      | 24      | 25      | 26      | 27      |
| 44      | 28      | 29      | 30      | 31      |         |         |         |

| November | November | November | November | November | November | November | November |
| Kw       | Mo       | Di       | Mi       | Do       | Fr       | Sa       | So       |
| -------- | -------- | -------- | -------- | -------- | -------- | -------- | -------- |
| 44       |          |          |          |          | 1        | 2        | 3        |
| 45       | 4        | 5        | 6        | 7        | 8        | 9        | 10       |
| 46       | 11       | 12       | 13       | 14       | 15       | 16       | 17       |
| 47       | 18       | 19       | 20       | 21       | 22       | 23       | 24       |
| 48       | 25       | 26       | 27       | 28       | 29       | 30       |          |

| Dezember | Dezember | Dezember | Dezember | Dezember | Dezember | Dezember | Dezember |
| Kw       | Mo       | Di       | Mi       | Do       | Fr       | Sa       | So       |
| -------- | -------- | -------- | -------- | -------- | -------- | -------- | -------- |
| 48       |          |          |          |          |          |          | 1        |
| 49       | 2        | 3        | 4        | 5        | 6        | 7        | 8        |
| 50       | 9        | 10       | 11       | 12       | 13       | 14       | 15       |
| 51       | 16       | 17       | 18       | 19       | 20       | 21       | 22       |
| 52       | 23       | 24       | 25       | 26       | 27       | 28       | 29       |
| 1        | 30       | 31       |          |          |          |          |          |

## Ereignisse

### Politik und Weltgeschehen

#### Großer Nordischer Krieg

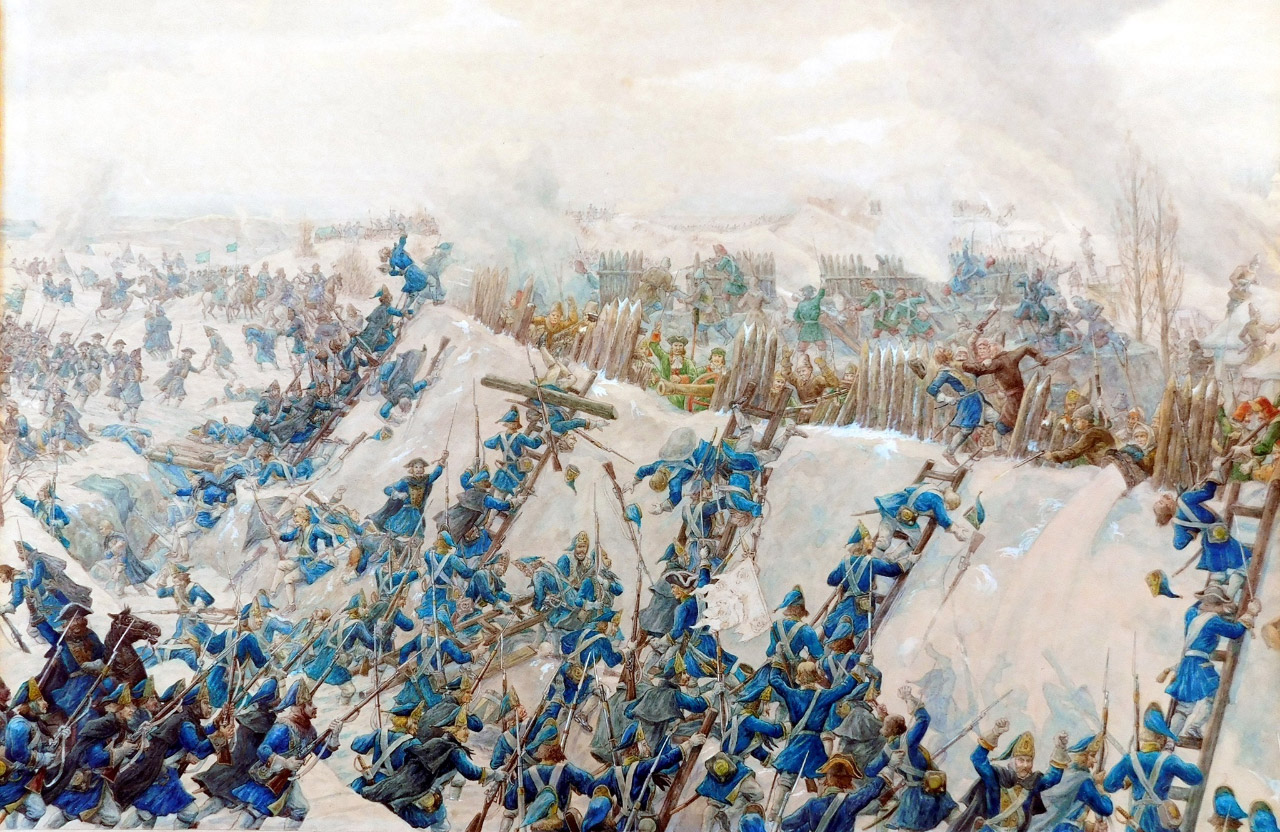
Belagerung und Erstürmung von Weprik

- 7. Januar: Die rund zweiwöchige Belagerung von Weprik im Großen Nordischen Krieg endet mit der Erstürmung des ukrainischen Ortes durch die schwedische Armee unter König Karl XII. und Berndt Otto I. von Stackelberg, die dabei aber schwere Verluste erleidet. Am 9. Januar wird die Stadt auf Befehl Karls niedergebrannt und die Festung geschleift.
- 20. Februar: Karl XII. besiegt die russische Armee unter Carl Ewald von Rönne im Gefecht bei Krasnokutsk, entgeht dabei zwischenzeitlich aber selbst nur knapp dem Tod oder der Gefangennahme.
- 2. Juli: In Potsdam und Berlin beginnt das Dreikönigstreffen zwischen den Monarchen Dänemarks, Sachsens und Preußens mit dem Ziel, Brandenburg-Preußen zum Kriegseintritt gegen Schweden zu bewegen. Das Treffen zwischen Friedrich IV., August dem Starken und Friedrich I. endet am 17. Juli ohne nennenswertes Ergebnis. Preußen kann sich als Gastgeber glanzvoll präsentieren, muss aber wegen der hohen Repräsentationskosten im Anschluss einen Kredit aufnehmen.

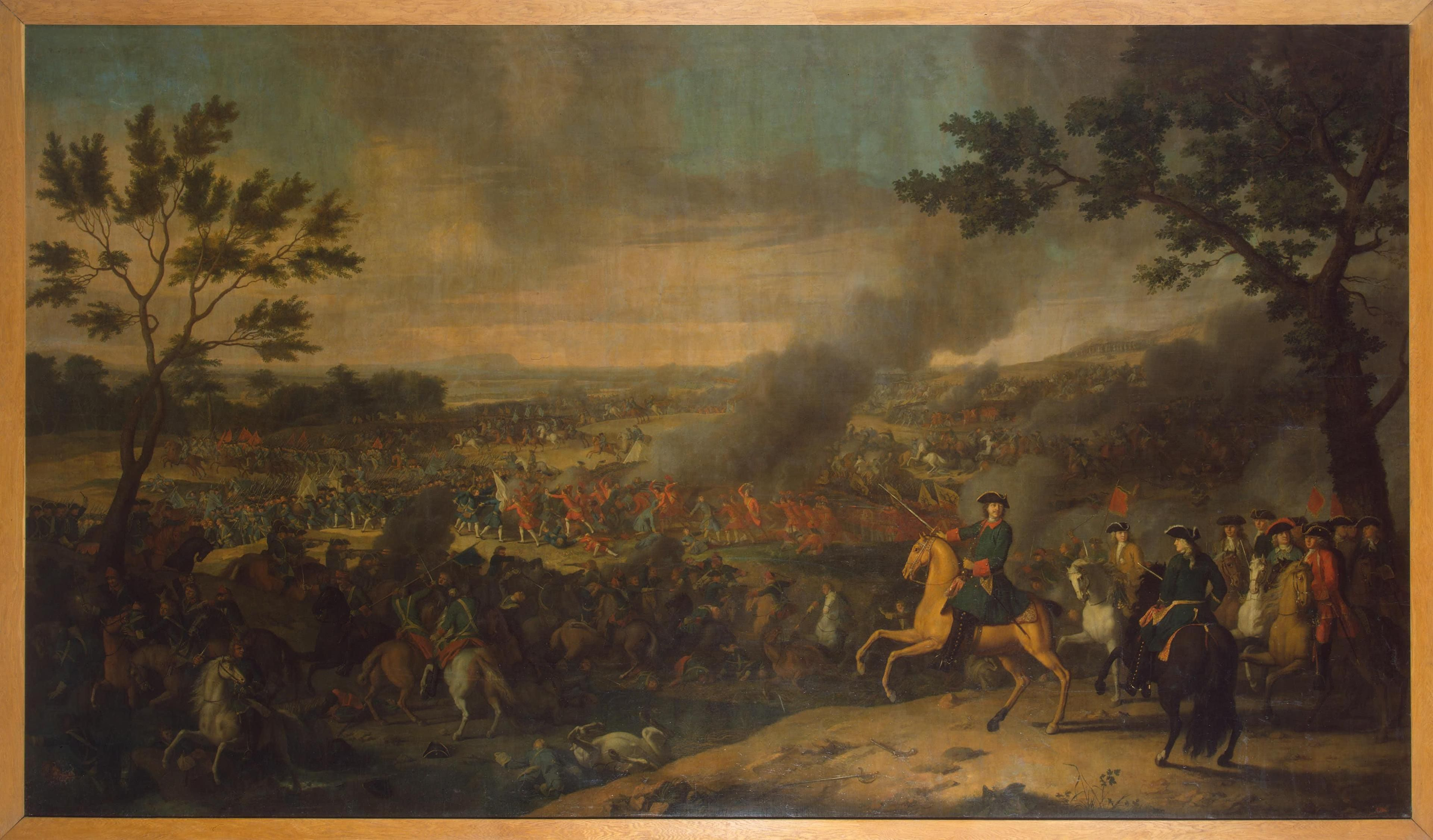
Peter der Große in der Schlacht von Poltawa, von Louis Caravaque

- 8. Juli: Der russische Zar Peter I. besiegt Schweden in der Schlacht bei Poltawa und leitet damit die Kriegswende im Großen Nordischen Krieg ein. Karl XII. zieht sich mit seinem Heer nach Süden zurück und versucht, das Khanat der Krim zu erreichen. Am 10. Juli müssen sie bei Perewolotschna jedoch feststellen, dass es keine Brücke und keine Furt über die Flüsse Worskla und Dnjepr gibt. Die Boote reichen nicht aus, das gesamte schwedische Heer zu evakuieren.

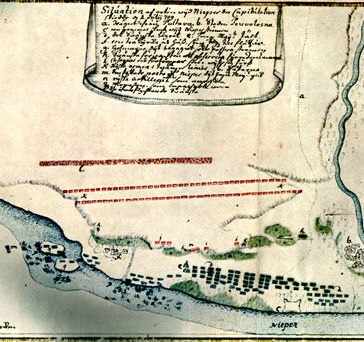
Lage in Perewolotschna vor der Kapitulation

- 11. Juli: General Alexander Danilowitsch Menschikow holt die Schweden bei Perewolotschna ein. Um 11 Uhr kapituliert der Großteil des schwedischen Heeres unter Adam Ludwig Lewenhaupt mit rund 14.000 Soldaten, 34 Geschützen und 264 Fahnen. Karl XII. setzt hingegen gemeinsam mit Iwan Masepa, Kost Hordijenko, 900 Schweden und 2000 Kosaken über den Dnjepr und macht sich auf den Weg zum Südlichen Bug, um osmanisches Gebiet zu erreichen. Die verbliebenen Kosaken flüchten größtenteils auf ihren Pferden, um der Bestrafung als Verräter zu entgehen.

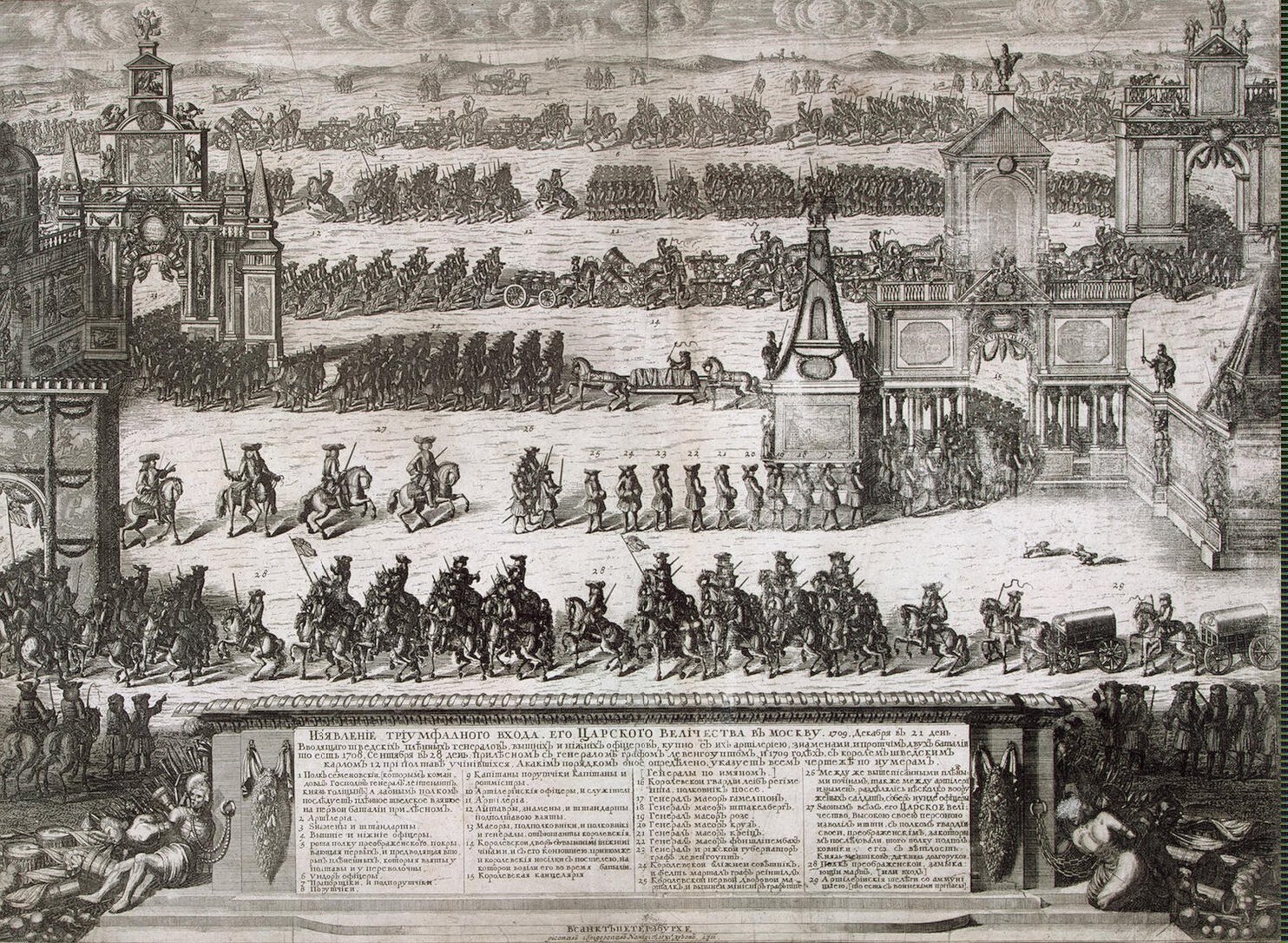
Triumphaler Einzug der russischen Armee nach der Schlacht bei Poltawa in Moskau

- Peter nutzt den erlangten Vorteil und befiehlt gleich nach der Schlacht bei Poltawa, die schwedischen Ostseeprovinzen zu erobern.
- 17. Juli: Die Kolonne König Karls XII. erreicht den Bug, wo der Pascha von Otschakow seine Erlaubnis erteilt, das Osmanische Reich zu betreten.
- 28. Juli: Im Vertrag von Dresden schließen Dänemark und Sachsen ein Defensiv- und Offensivbündnis gegen Schweden.
- 20. August: Sächsische Truppen marschieren erneut in Polen ein.
- 20. Oktober: Der sächsische Kurfürst August der Starke und der russische Zar Peter I. schließen den gegen Schweden gerichteten Vertrag von Thorn. August soll mit gemeinsamen Kräften wieder auf den polnischen Thron gehoben werden. Gegenkönig Stanislaus I. Leszczyński flieht daraufhin mit wenigen Getreuen über Stettin und Stralsund nach Schweden.
- 22. Oktober: Mit dem Vertrag von Kopenhagen erneuern Dänemark und Russland ihren Allianzvertrag aus dem Jahr 1699. In dem Vertrag kündigt Dänemark den Frieden von Traventhal auf. Dänemark verpflichtet sich, im Herbst die schwedische Provinz Schonen von Norwegen aus anzugreifen. Außerdem soll die dänische Flotte die schwedischen Flottillen in den eigenen Gewässern beschäftigen, damit Russland seine Flotte ungestört ausbauen kann. Russland verpflichtet sich, in die schwedischen Provinzen Finnland und Livland sowie – gemeinsam mit den Sachsen – in Polen einzumarschieren. Beide Monarchen verpflichten sich, August den Starken nach besten Kräften bei der Wiedererlangung der polnischen Königswürde zu unterstützen. Des Weiteren verpflichten sich die Unterzeichner, während des weiteren Kampfes gegen Schweden keine separaten Friedensverhandlungen zu führen.
- 12. November: Eine dänische Invasionsstreitmacht landet beim Fischerdorf Råå auf Schonen.
- 14. November: Die Belagerung von Riga durch russische Truppen beginnt.

#### Comacchiokrieg und Spanischer Erbfolgekrieg

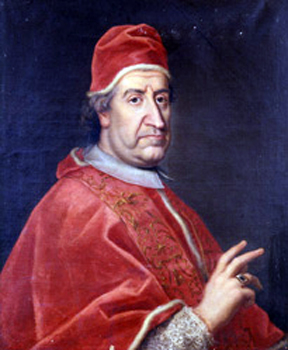
Clemens XI.

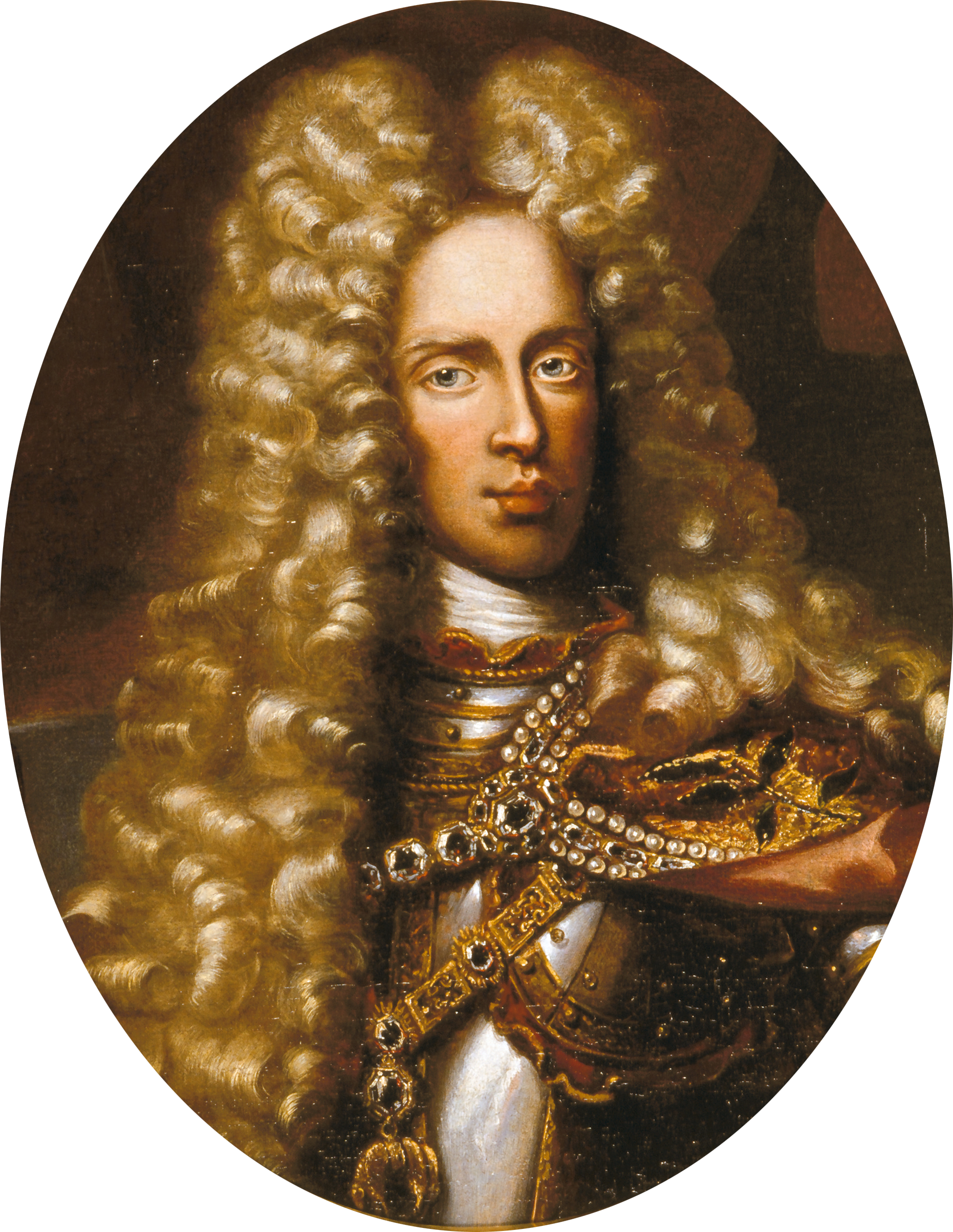
Joseph I.

- 15. Januar: Papst Clemens XI. kapituliert eine Stunde vor Ablauf des kaiserlichen Ultimatums im Comacchiokrieg vor Kaiser Joseph I. und muss die kaiserlichen Friedensbedingungen akzeptieren. Dazu gehört, dass die päpstlichen Truppen bis auf 5000 reduziert werden müssen. Im Kirchenstaat werden sechs kaiserliche Regimenter stationiert. Durch die Bischöfe von Mailand und Neapel werden die in den letzten Jahren gegen kaiserliche Beamte und Feldherren verhängten Kirchenstrafen aufgehoben. Auch ist den Kaiserlichen nunmehr der Durchmarsch durch den Kirchenstaat gestattet. In der Frage der umstrittenen Lehen, das Herzogtum Ferrara und Comacchio, wird allerdings keine Einigung erzielt. In einem geheimen Vertragszusatz, der erst nach einem weiteren Ultimatum zu Stande kommt, anerkennt der Papst Erzherzog Karl als spanischen König.
- Graf Wirich Philipp von und zu Daun dringt im Spanischen Erbfolgekrieg von Italien aus mit einer savoyischen Armee in die Dauphiné ein und besiegt James Fitzjames, 1. Duke of Berwick, am 28. Juli im Gefecht bei Conflans. Er muss sich danach aber wieder nach Piemont zurückziehen.
- Die Verbündeten setzen mit zwei Heeren über den Rhein nach Frankreich. Während die Reichsarmee zunächst erfolgreich operiert, wird das kaiserliche Korps am 21. August im Gefecht bei Rumersheim zum Rückzug gezwungen. Daraufhin muss sich auch die Reichsarmee zurückziehen.

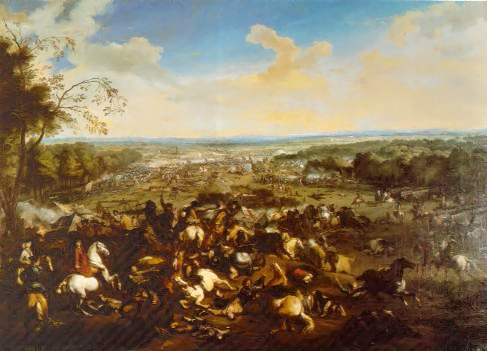
Darstellung der Schlacht

- 11. September: In der Schlacht bei Malplaquet in den Spanischen Niederlanden besiegt die alliierte Armee unter Prinz Eugen und dem Duke of Marlborough die französische Armee unter dem Feldherren Villars nach verlustreichen Kämpfen. Die Verluste sind auf beiden Seiten groß, die Schlacht ist die blutigste des Spanischen Erbfolgekrieges.
- Während des Spanischen Erbfolgekriegs sichert Großbritannien am 29. Oktober im ersten Barrieretraktat den Vereinigten Provinzen für die Zukunft den Besitz einer Reihe von festen Plätzen zur Sicherung gegen Frankreich zu. Diese Plätze lagen in den spanischen Niederlanden entlang der französischen Grenze.

#### Weitere Ereignisse in Europa

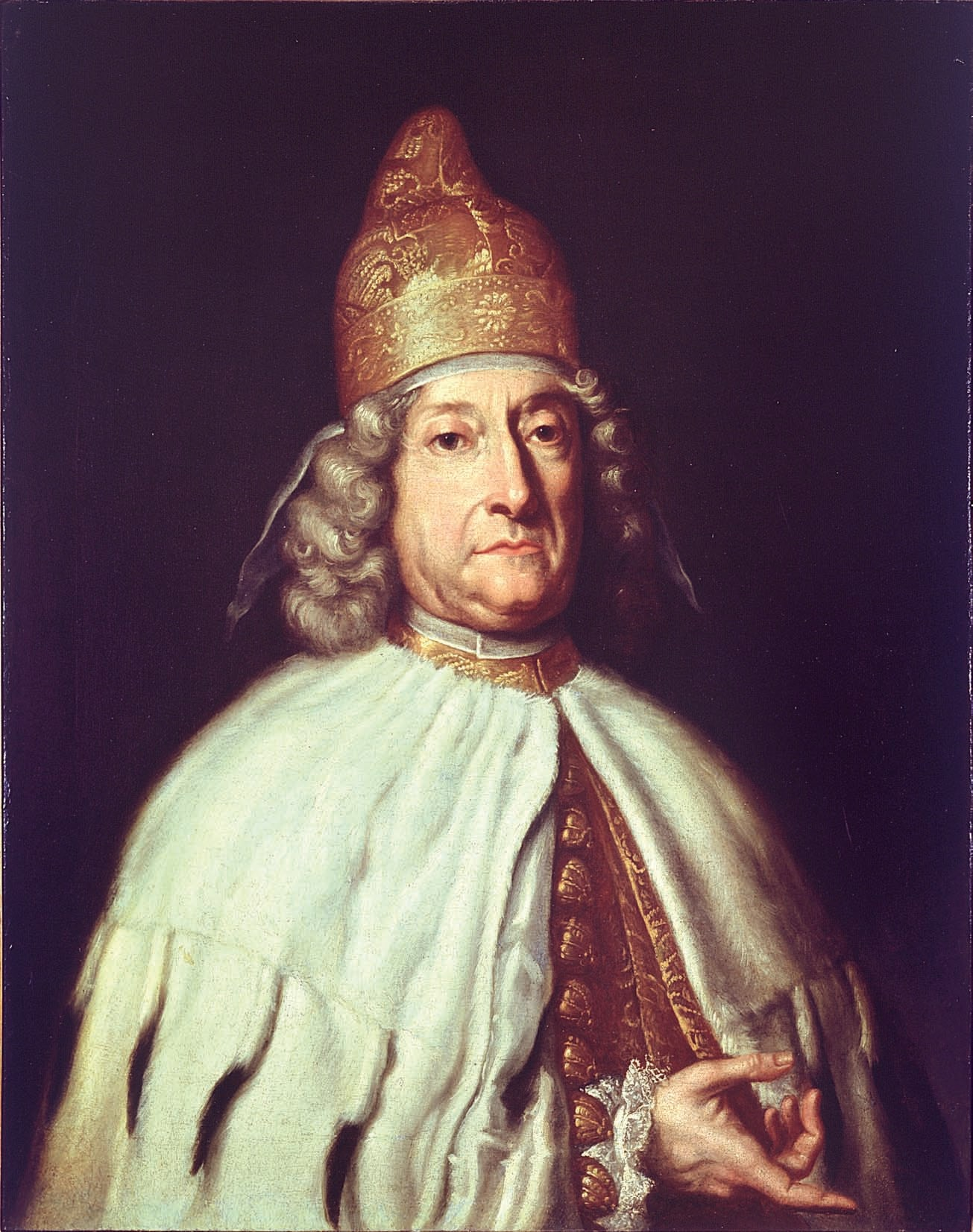
Giovanni Cornaro

- 6. Mai: Alvise Mocenigo II. stirbt. Zu seinem Nachfolger als Doge von Venedig wird Giovanni II. Corner gewählt. Er gilt als Kompromisskandidat der zerstrittenen Adelsfamilien der Seerepublik.
- Juni: Abraham Mazel versucht die Kamisarden in den Cevennen neuerlich zu einem Aufstand gegen die französische Krone zu bewegen, wird aber bald vernichtend geschlagen.
- Knapp ein Jahr nach dem Tod Frederik von Gabels endet die Gabelzeit auf den Färöern. Eine Königlich Dänische Kommission resümiert die Beschwerden der Bevölkerung und stellt die Staatsmacht auf dem Archipel wieder her. Das Handelsmonopol wird wieder in die Hände der Krone genommen und die Kommission zur Verwaltung der Inseln eingesetzt.
- Massenauswanderung der Pfälzer nach Großbritannien und Amerika.

#### Amerika
- Die Stadt Beaufort wird als dritte größere Siedlung in der Province of North Carolina gegründet.

#### Asien

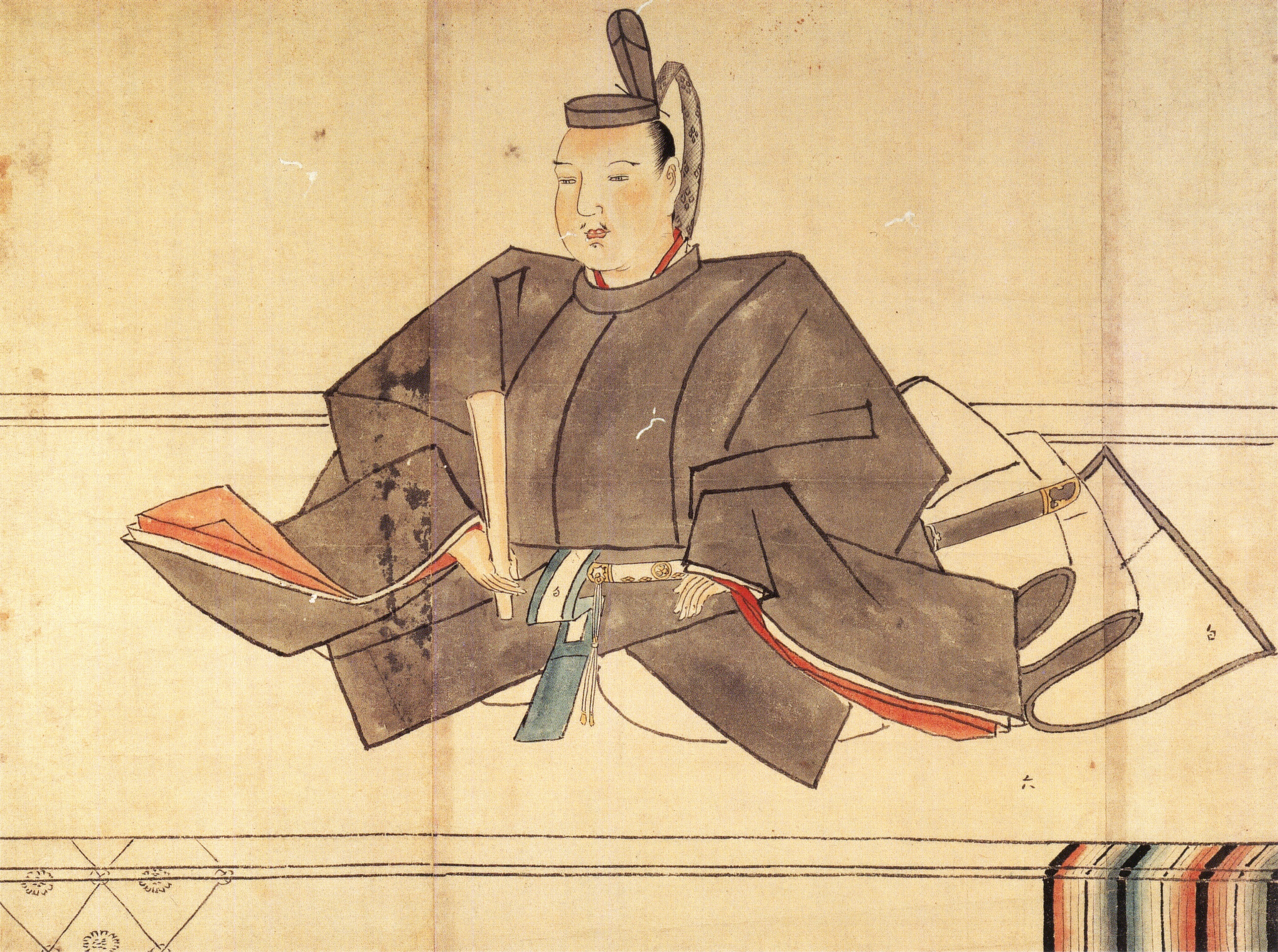
Tokugawa Ienobu in klassischer Hoftracht

- 19. Februar: Tokugawa Ienobu folgt seinem verstorbenen Adoptivvater Tokugawa Tsunayoshi als Shōgun der Edo-Zeit in Japan. Seine Regierung ist stark von konfuzianischen Ideen geprägt.
- Nach dem Tod von Phrachao Suea wird sein Sohn Thai Sa König des siamesischen Königreichs Ayutthaya. Im Gegensatz zu der seines Vaters ist seine Regierungszeit relativ friedlich.
- Mir Wais Hotak aus dem Stamm der Ghilzai organisiert einen bewaffneten Aufstand der Paschtunen gegen Gurgin Khan, den georgischstämmigen Gouverneur der Safawiden in Kandahar. Nach seinem Sieg über eine große persische Armee gründet er die Hotaki-Dynastie.
- Sikh-Aufstand in Indien – Den Sikhs gelingt es unter ihrem Anführer Banda Bahadur nach der Schlacht bei Samana die wichtigen Städte Sonepat und Kaithal im Nordwesten zu erobern.

#### Afrika
- Mwezi III. Ndagushimiye wird Nachfolger von Ntare I. Rushatsi als König von Burundi.

### Wirtschaft
- 12. April: Der von Joseph Addison und Richard Steele herausgegebene Tatler erscheint erstmals. Die literarische Zeitschrift erscheint dreimal pro Woche im Umfang von zwei Seiten. Zielgruppe ist das geistig interessierte städtische Bürgertum, das sich in den Kaffeehäusern von London trifft. Hauptgegenstand der Zeitschrift ist, dem Genre der Moralischen Wochenschriften entsprechend, stets ein Sitten, Gebräuche und geistige Probleme diskutierender Aufsatz.

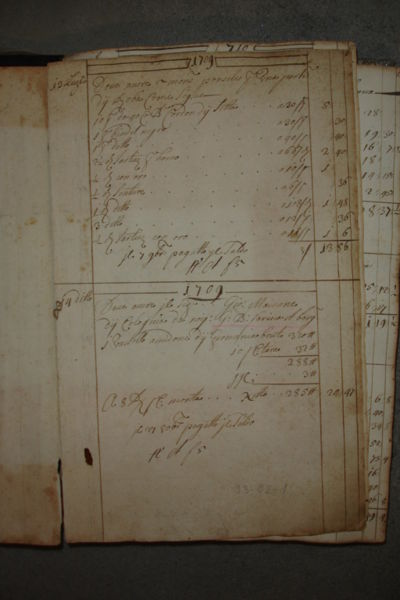
Beginn der Buchhaltung am 13. Juli im Hauptjournal 1709

- Der aus Santa Maria Maggiore stammende Kaufmann Giovanni Battista Farina gründet am 13. Juli in Köln die Firma G.B.Farina, die heute älteste bestehende Eau-de-Cologne- und Parfüm-Fabrik der Welt. Nachdem er am 24. Juli das kleine Kölner Bürgerrecht erhalten hat, erwirbt er am 1. August mit Unterstützung seines Onkels ein Geschäftslokal und beginnt mit dem Verkauf. Das Unternehmen wird nach Aufnahme des Teilhabers und Schwagers Franz Balthasar Borgnis noch im gleichen Jahr in Farina & Compagnie umbenannt.
- In Frankreich wird die dritte Senegalkompanie gegründet.
- Auf Initiative von Sulchan-Saba Orbeliani gründet Wachtang VI. in Tiflis die erste Druckerei Georgiens.

### Wissenschaft und Technik
- Der italienische Bauer Ambrogio Nucerino entdeckt beim Ausheben eines Brunnens in seinem Gemüsegarten antike Marmorfragmente. Es stellt sich heraus, dass er das seit 1600 Jahren verschüttete Herculaneum entdeckt hat.

### Kultur
- 17. Januar: In Düsseldorf findet die Uraufführung der Oper Tassilone von Agostino Steffani statt. Das Libretto stammt von Stefano Benedetto Pallavicini.
- 26. Juli: Die Uraufführung der Oper Desiderius, König der Langobarden von Reinhard Keiser findet am Theater am Gänsemarkt in Hamburg statt.

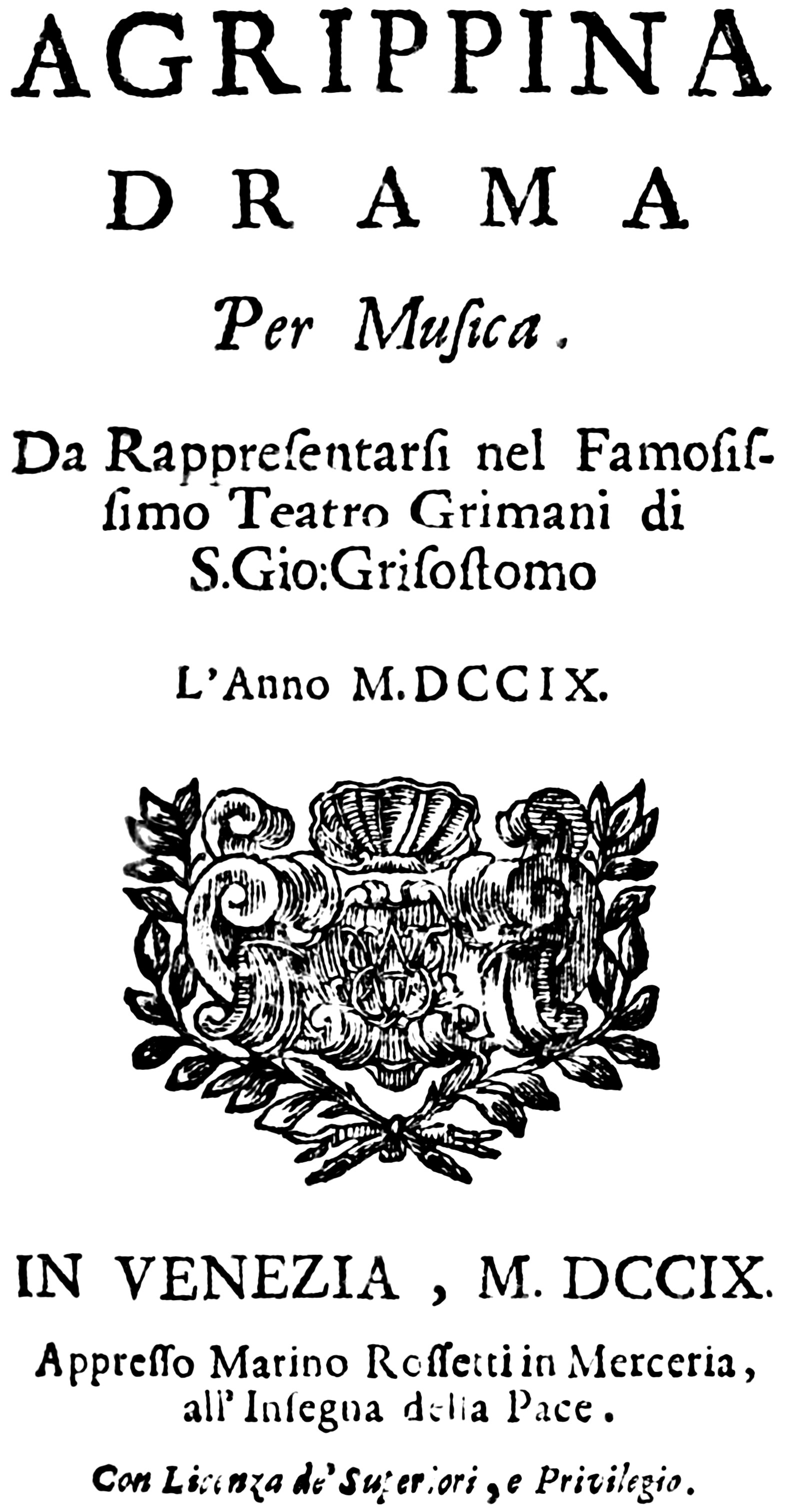
Agrippina, Titelseite des Librettos 1709

- 26. Dezember: Die Oper Agrippina von Georg Friedrich Händel auf das Libretto von Vincenzo Grimani hat ihre Uraufführung am Teatro San Giovanni Grisostomo in Venedig. Händel erringt damit seinen bis dahin größten Erfolg als Opernkomponist. Die Titelrolle wird von Margherita Durastanti gesungen.
- Der katholische Knabenchor der Dresdner Kapellknaben wird gegründet.
- Das Zentrale Museum der Seekriegsflotte wird in Sankt Petersburg gegründet.

### Gesellschaft
- 2. Februar: Der schottische Seemann Alexander Selkirk wird nach knapp fünf Jahren durch Kapitän Woodes Rogers und William Dampier von dem zu den Juan-Fernández-Inseln gehörenden unbewohnten Eiland Más a Tierra geborgen. Sein Schicksal liefert Stoff für Daniel Defoes Roman Robinson Crusoe.

### Religion
- 6. April: Die Gebiete der früheren deutschen Bistümer Minden, Verden, Halberstadt, Magdeburg, Havelberg, Brandenburg, Merseburg und Naumburg werden als Apostolisches Vikariat Ober- und Niedersachsen zusammengefasst, zu dessen Sitz Hannover wird.

### Katastrophen, Natur und Umwelt

#### Der Winter 1708/1709

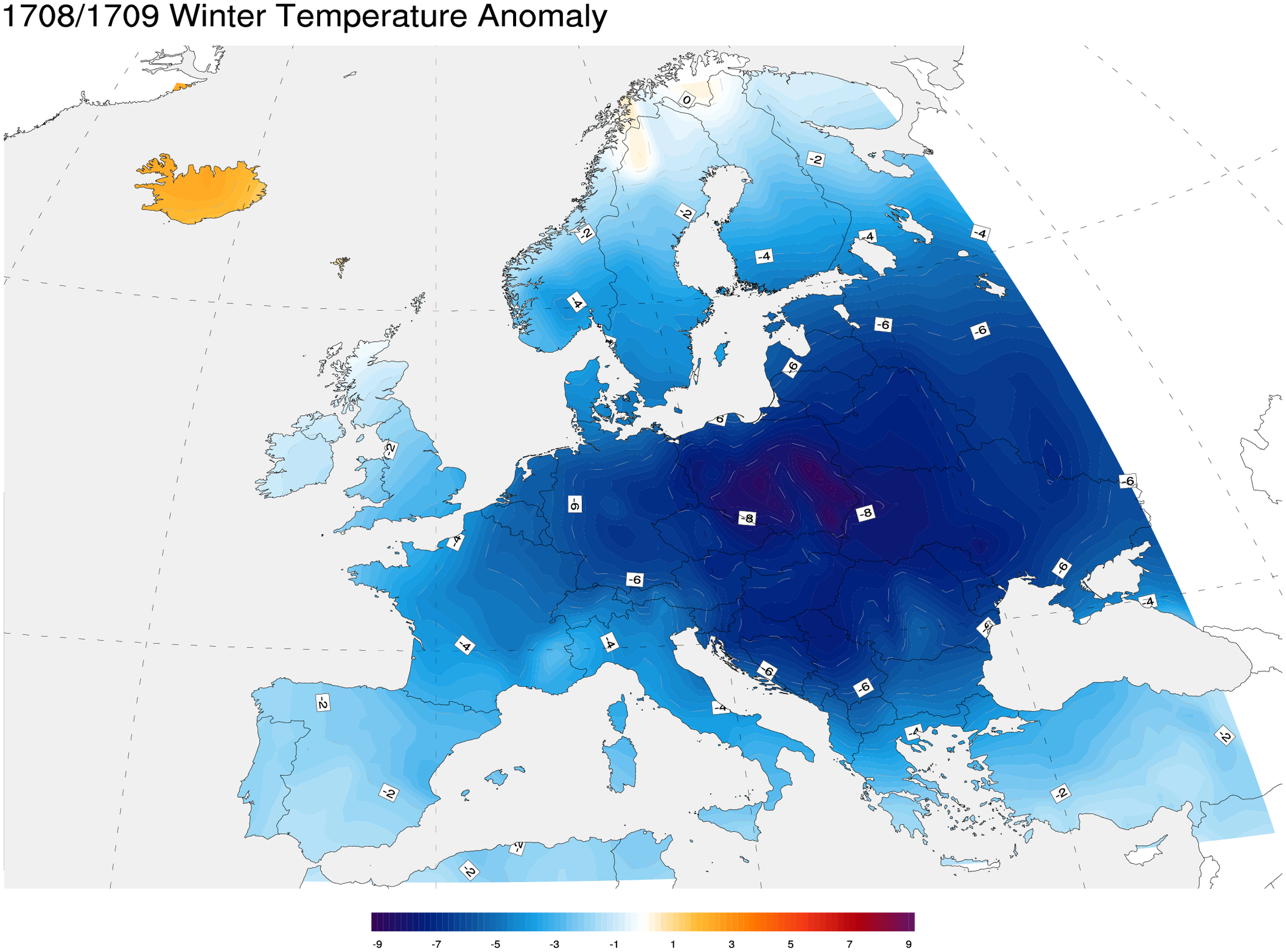
Temperatur-Anomalie Winter 1708/1709

Der Winter in Europa in den ersten Monaten des Jahres 1709 ist sehr hart. Ein Jahrhundertwinter, der selbst noch Länder wie Portugal und Italien trifft. Die Schäden führen zu Missernten, Teuerung und auch Hungersnot in vielen Teilen Europas.
Letzte Frostnacht soll im Trierer Raum am 7. Juli gewesen sein. Die anschließende Dürre führt zu einer Hungersnot im Trierer Raum. Als Hauptursache wird eine stark negative Phase der Nordatlantischen Oszillation (NAO) vermutet.
Der Gardasee ist im Winter 1708/09 erstmals komplett zugefroren, auch der Bodensee ist „größtenteils“ zugefroren. Die Voraussetzungen reichen demnach nicht zu einer Seegfrörne.
Auch aus anderen Regionen Europas wird von einem schweren Winter berichtet. Aus Berichten vom Versailler Hof weiß man, dass selbst an der königlichen Tafel das Wasser gefror.

#### Die Pest

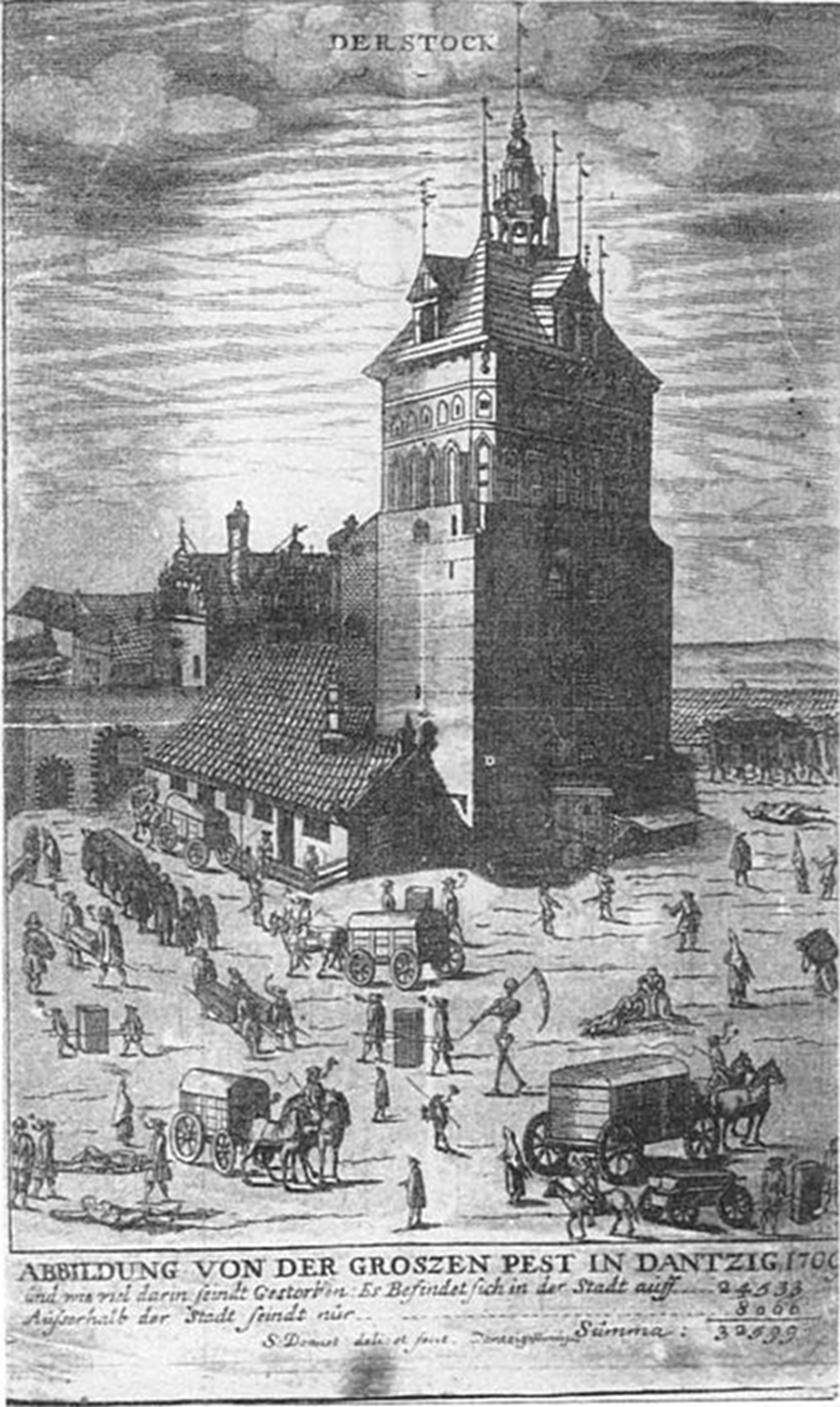
Samuel Donnet: Abbildung der Großen Pest in Danzig 1709

In großen Teilen Europas wütet seit dem Vorjahr eine große Pestepidemie. In Danzig kommt beinahe die Hälfte der Bevölkerung ums Leben. Auch auf dem Gebiet des späteren Ostpreußen wütet zwei Jahre lang die Große Pest, der ein Drittel der Bevölkerung und die gesamte Landwirtschaft zum Opfer fällt.
Damit zumindest die Untertanen in Berlin verschont werden und König Friedrich nicht anstecken können, wird am 24. November die Stadt abgeriegelt und mit Kabinettsorder die Einrichtung eines Pesthauses angeordnet. Daraus wird 1710 die Berliner Charité.

#### Brandkatastrophen
- 22. April: Beim zweiten großen Stadtbrand in der Bautzener Geschichte wird die Stadt zum großen Teil zerstört.

## Geboren

### Erstes Halbjahr
- 01. Januar: Johann Bätz, deutsch-niederländischer Orgelbauer († 1770)
- 17. Januar: George Lyttelton, 1. Baron Lyttelton, britischer Staatsmann, Historiker und Kunstmäzen († 1773)
- 22. Januar: Joseph Riepel, deutscher Musiktheoretiker, Violinist und Komponist († 1782)
- 24. Januar: François Dom Bédos de Celles, französischer Benediktiner, Orgelbauer und Verfasser von Fachliteratur († 1779)
- 16. Februar: Carl Christoph Oelhafen von Schöllenbach, Forstwissenschaftler, Naturforscher und Waldamtmann der freien Reichsstadt Nürnberg († 1785)
- 24. Februar: Jacques de Vaucanson, französischer Ingenieur, Erfinder und Flugpionier († 1782)
- 02. März: Nicolas-François Gillet, französischer Bildhauer und Hochschullehrer († 1791)

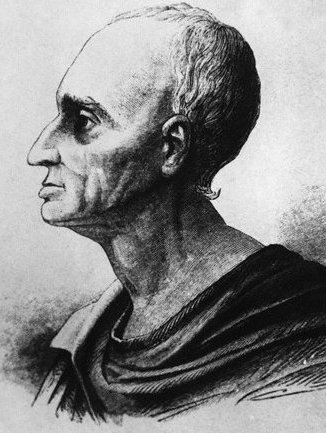
Andreas Sigismund Marggraf

- 03. März: Andreas Sigismund Marggraf, deutscher Chemiker († 1782)
- 10. März: Georg Wilhelm Steller, deutscher Naturforscher († 1746)
- 14. März: Sten Carl Bielke, Mitbegründer der Schwedischen Akademie der Wissenschaften († 1753)
- 26. März: Wassili Jewdokimowitsch Adodurow, russischer Mathematiker, Philologe und Hochschullehrer († 1780)
- 28. März: Alexei Grigorjewitsch Rasumowski, Feldmarschall der Kaiserlich Russischen Armee und Liebhaber von Kaiserin Elisabeth Petrowna († 1771)
- 06. April: Carl Ludwig von Ingersleben, preußischer Generalmajor († 1781)
- 30. April: Christian Gottlieb Ludwig, deutscher Arzt und Botaniker († 1773)
- 09. Mai: Jacob von Staehlin, deutscher Universalgelehrter und Staatsrat in russischen Diensten († 1785)
- 09. Juni: François de Fitz-James, Erster Hofkaplan des französischen Königs Ludwig XV. und Bischof von Soissons († 1764)
- 11. Juni: Joachim Martin Falbe, deutscher Bildhauer, Radierer und Zeichner († 1782)
- 15. Juni: Louis de Bourbon, Graf von Clermont, französischer Kirchenmann, General und Libertin († 1771)

### Zweites Halbjahr

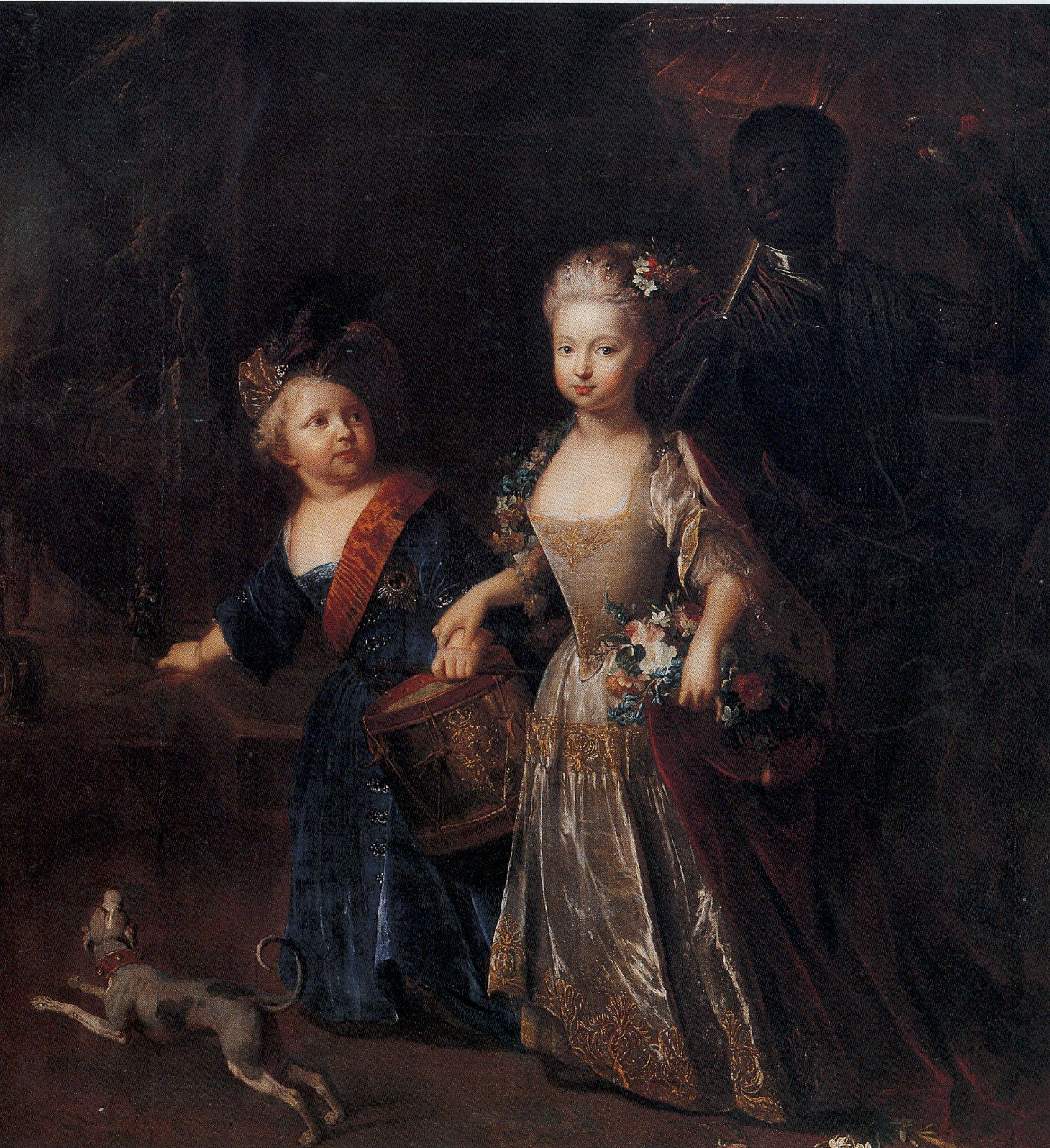
Antoine Pesne: Wilhelmine mit ihrem Bruder Friedrich

- 03. Juli: Wilhelmine von Preußen, Fürstin von Bayreuth († 1758)
- 05. Juli: Étienne de Silhouette, französischer Generalkontrolleur der Finanzen († 1767)
- 08. Juli: Jan de Witte, polnischer Architekt und Generalleutnant der Kronarmee († 1785)
- 11. Juli: Johan Gottschalk Wallerius, schwedischer Chemiker und Mineraloge († 1785)
- 08. August: Ernst Ludwig II., Herzog von Sachsen-Meiningen († 1729)
- 08. August: Tokugawa Ietsugu, 7. Shōgun der Edo-Zeit in Japan († 1716)
- 08. August: Heřman Antonín Jelínek, tschechischer Komponist und Violinvirtuose († 1779)
- 10. August: Johann Georg Gmelin, deutscher Sibirienforscher und Botaniker († 1755)
- 10. August: Jean-Jacques Lefranc de Pompignan, französischer Schriftsteller († 1784)
- 21. August: Friedrich Heinrich, Markgraf von Brandenburg-Schwedt († 1788)

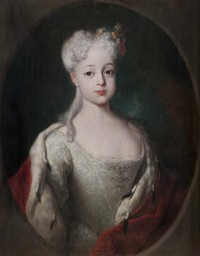
Luise von Anhalt-Dessau

- 21. August: Luise von Anhalt-Dessau, Fürstin von Anhalt-Bernburg († 1732)
- 12. September: Paulus Züblin, Schweizer Plantagenbesitzer, Sklavenhalter und Justizrat in der niederländischen Kolonie Berbice († 1760)
- 15. September: Konrad Friedrich Ernst Bierling, deutscher lutherischer Theologe († 1755)
- 18. September: Samuel Johnson, englischer Gelehrter, Schriftsteller, Dichter, Kritiker und Lexikograph († 1784)
- 22. September: Germann August Ellrod, deutscher evangelischer Geistlicher und Hochschullehrer († 1760)
- 25. Oktober: Georg Gebel der Jüngere, deutscher Komponist († 1753)
- 27. Oktober: Friederike Alexandrine Moszyńska, sächsisch-polnische Adelige († 1784)
- 000Oktober: Cornelia van der Mijn, niederländische Malerin († nach 1772)

- 02. November: Anna von Großbritannien, Irland und Hannover, Princess Royal und Prinzessin von Oranien († 1759)
- 11. November: Johann Peter Benkert, Hofbildhauer in Bamberg und Gastwirt in Potsdam († 1765 oder 1769)
- 22. November: Johann Friedrich Wilhelm Jerusalem, „Abt Jerusalem“ genannt, deutscher protestantischer Theologe († 1789)
- 23. November: Julien Offray de La Mettrie, französischer Arzt und Philosoph († 1751)
- 11. Dezember: Louise Élisabeth de Bourbon-Orléans, Königin von Spanien († 1742)
- 24. Dezember: Johann Evangelist Holzer, deutsch-österreichischer Maler des Augsburger Barock († 1740)

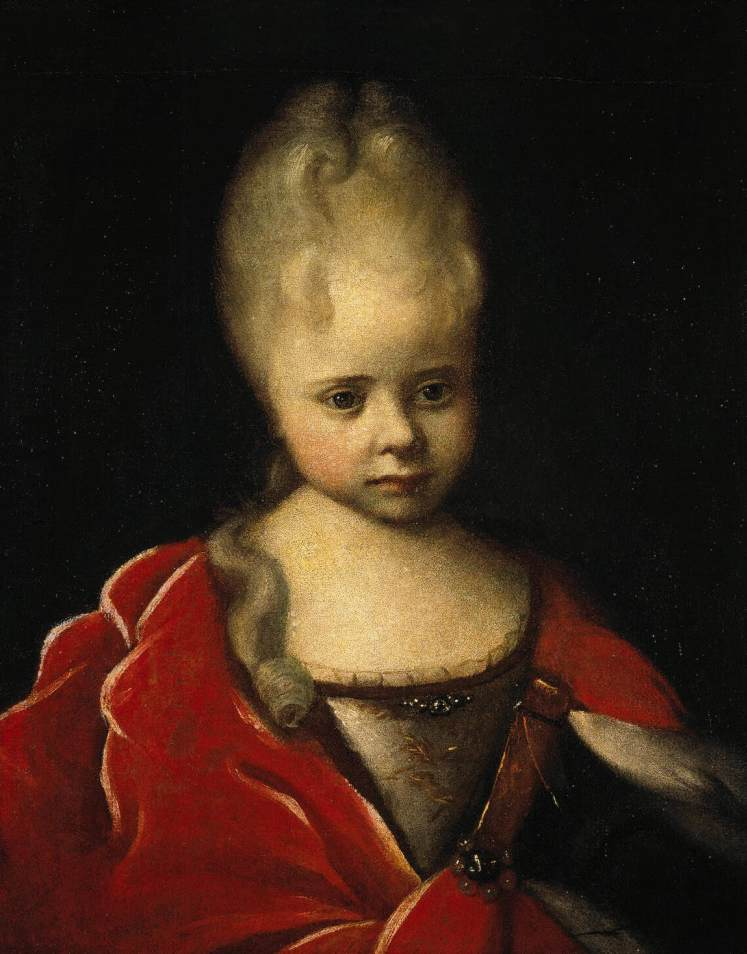
Zarin Elisabeth als Kind, Gemälde von Ivan Nikitin, um 1712

- 29. Dezember: Elisabeth, Kaiserin von Russland († 1762)

### Genaues Geburtsdatum unbekannt
- Ernst Friedrich Arendt, preußischer Beamter († 1762)
- John Armstrong, schottischer Arzt und Dichter († 1779)
- Petru Pavel Aron, rumänischer Bischof († 1764)
- Niclas Henrich Baumann, preußischer Beamter und Oberbürgermeister († 1772)

### Geboren um 1709
- Joseph Saint-Pierre, französischer Architekt († 1754)

## Gestorben

### Januar bis April
- 06. Januar: Louise de Prie de La Mothe-Houdancourt, Gouvernante der Kinder und Enkel Ludwigs XIV. (* um 1624)
- 06. Januar: Michael Strauch, deutscher Mathematiker (* 1635)
- 10. Januar: Peter Hotton, niederländischer Mediziner und Botaniker (* 1648)
- 14. Januar: Kambaksh, Prinz der indischen Mogul-Dynastie (* 1667)

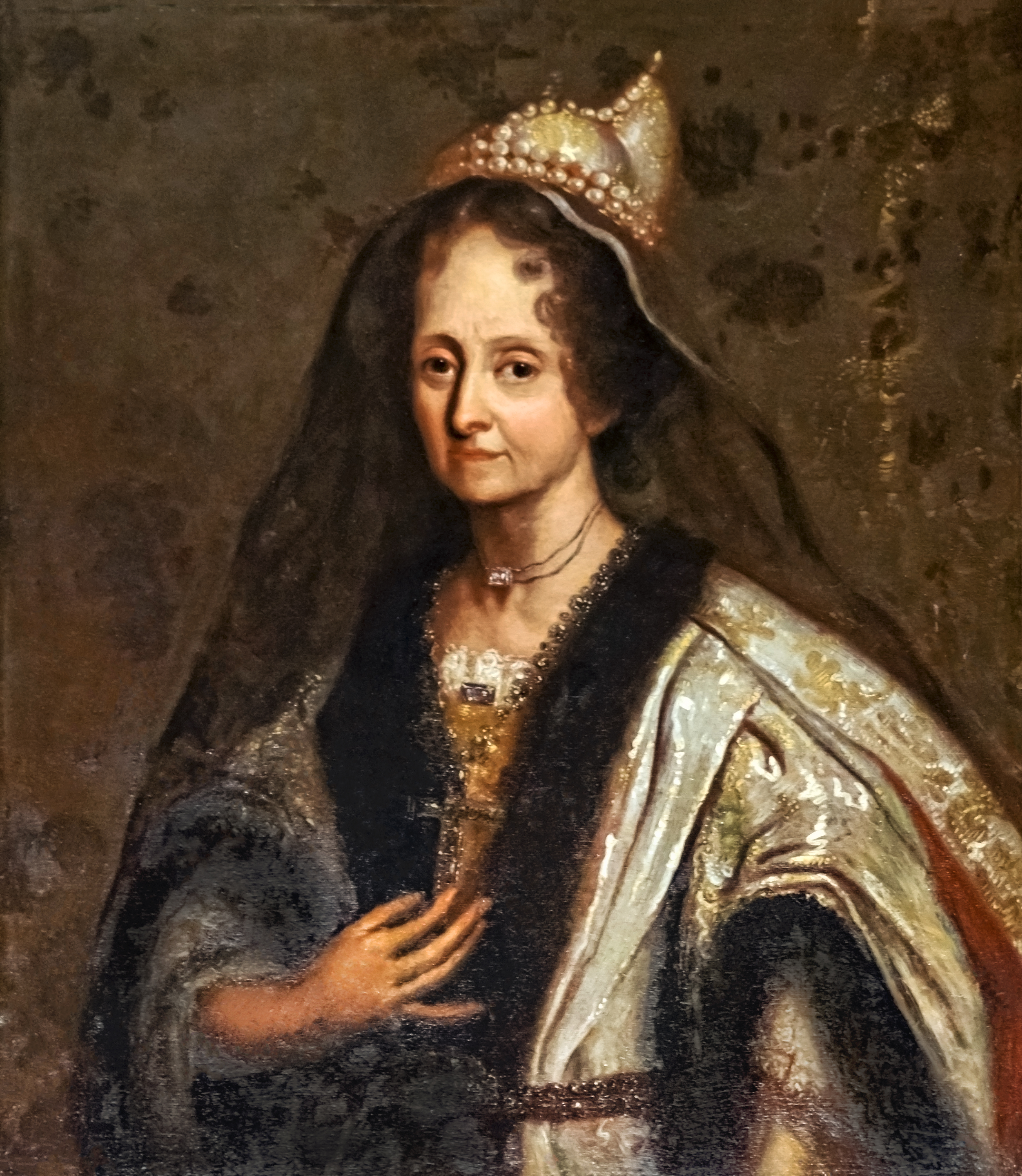
Elisabetta Querini

- 19. Januar: Elisabetta Querini, Dogaressa von Venedig (* 1628)
- 20. Januar: François d’Aix de Lachaise, französischer Jesuit (* 1624)
- 24. Januar: Bartolomeo Guidobono, italienischer Maler und Freskant (* 1654)
- 24. Januar: George Rooke, englischer Admiral (* 1650)
- 26. Januar: Eleonore Charlotte von Sachsen-Lauenburg, Herzogin von Schleswig-Holstein-Sonderburg (* 1646)
- Januar: Carel Allard, niederländischer Kunsthändler, Kartograph und Kupferstecher (* 1648)
- 04. Februar: Anne de Rohan-Chabot, Fürstin von Soubise und Mätresse Ludwigs XIV. (* 1648)
- 08. Februar: Giuseppe Torelli, italienischer Violinist und Komponist (* 1658)
- 09. Februar: Johann Christoph Boecklin, deutscher Kupferstecher (* 1657)
- 11. Februar: Jean-Antoine de Mesmes, comte d’Avaux, französischer Diplomat (* 1640)
- 11. Februar: Luise Hollandine von der Pfalz, Äbtissin des Klosters Maubuisson, Malerin und Kupferstecherin (* 1622)
- 17. Februar: Erik Benzelius der Ältere, schwedischer lutherischer Theologe und Erzbischof von Uppsala (* 1632)
- 19. Februar: Tokugawa Tsunayoshi, Shōgun der japanischen Tokugawa-Dynastie (* 1646)
- 21. Februar: Ludwig-Ferdinand, Graf von Lippe-Brake (* 1680)
- 22. Februar: François Louis de Bourbon, Fürst von Conti (* 1664)
- 23. Februar: Paul Gottfried Sperling, deutscher Mediziner (* 1652)
- 01. März: Juan de Peñaloza, spanischer Jurist und Kolonialverwalter, Vizekönig von Peru (* um 1625)
- 15. März: James Thynne, englischer Politiker (* 1644)
- 01. April: Henri Jules de Bourbon, Fürst von Condé (* 1643)
- 02. April: Giovanni Battista Gaulli, genannt Baciccio, italienischer Maler (* 1639)
- 05. April: Roger de Piles, französischer Maler, Graveur, Kunstkritiker und Diplomat (* 1635)

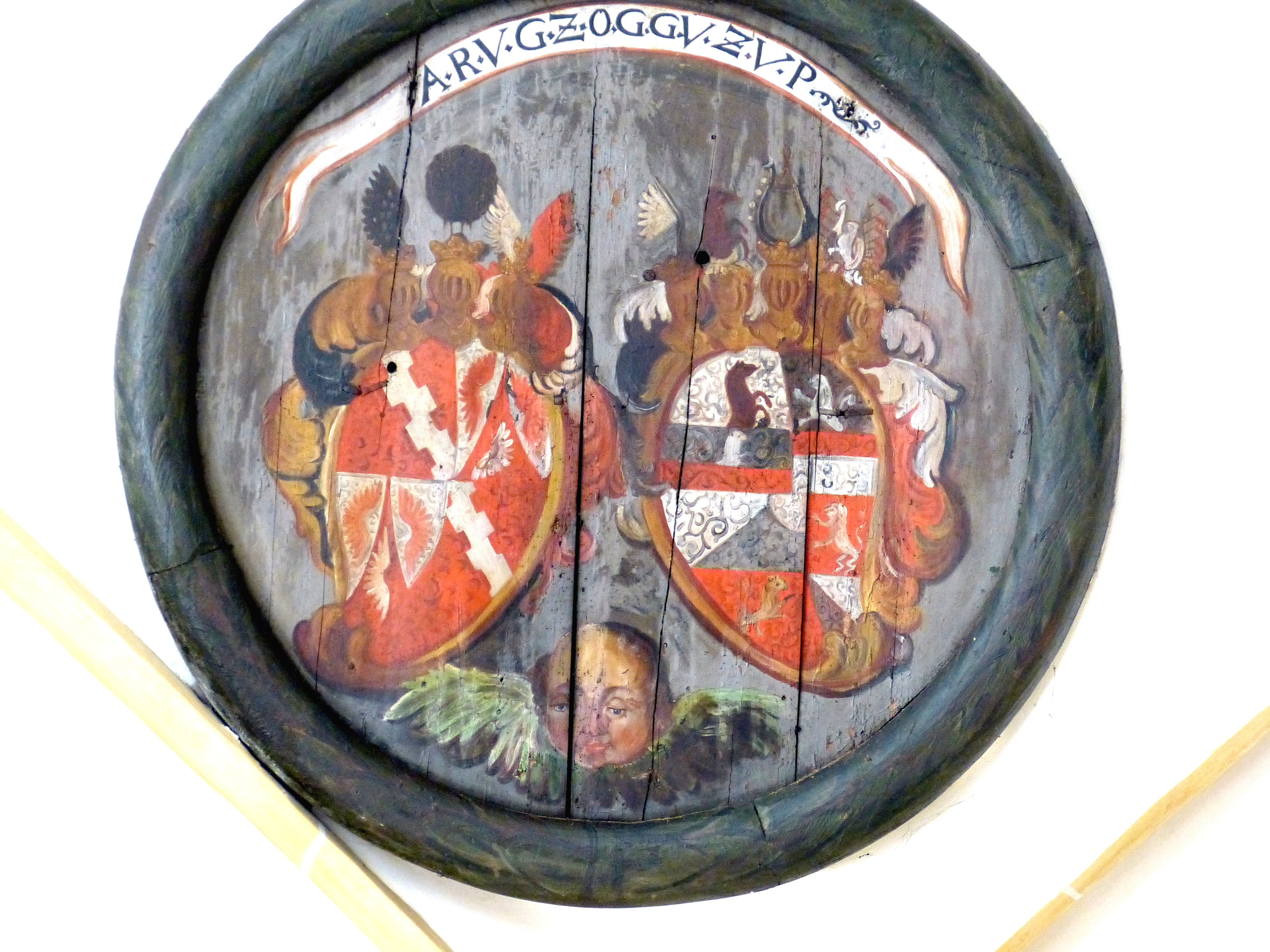
Totenschild Amalia Reginas in der evangelischen Marktkirche Ortenburg

- 15. April: Amalia Regina von Zinzendorf, Reichsgräfin von Ortenburg (* 1663)
- 20. April: Thomas Fredenhagen, Lübecker Kaufmann, Ratsherr und Mäzen (* 1627)
- 20. April: Johann Ernst von Thun und Hohenstein, Fürsterzbischof von Salzburg (* 1643)
- 25. April: Vincenzo Minutoli, Schweizer evangelischer Geistlicher und Hochschullehrer (* 1639)

### Mai bis August
- 01. Mai: Samuel Bachmann, Schweizer evangelischer Geistlicher (* 1636)
- 04. Mai: Eleonore Klara, Gräfin von Nassau-Saarbrücken (* 1632)
- 06. Mai: John Lovelace, 4. Baron Lovelace, englischer Gouverneur in den Provinzen New York und New Jersey (* 1672)
- 06. Mai: Alvise Mocenigo II., Doge von Venedig (* 1628)
- 28. Mai: Friederike von Sachsen-Gotha-Altenburg, Fürstin von Anhalt-Zerbst (* 1675)
- 12. Juni: Jacob Born, kursächsischer Jurist und Bürgermeister von Leipzig (* 1638)
- 14. Juni: Franz Ernst von Platen, Reichsgraf von Platen-Hallermund (* 1631)
- 14. Juni: Gabriel Nicolas de la Reynie, erster Generalleutnant der französischen Polizei (* 1625)
- 25. Juni: Friedrich VII. Magnus, Markgraf von Baden-Durlach (* 1647)
- 02. Juli: Jakob Scheiffelhut, deutscher Musiker und Komponist (* 1647)
- 09. Juli: Christopher Slaughterford, erste Person in England, die nur aufgrund von Indizien verurteilt und hingerichtet wurde
- 17. Juli: Pascal Collasse, französischer Komponist (* 1649)
- 18. Juli: Antonio Franchi, italienischer Maler und Kunsttheoretiker (* 1638)
- 30. Juli: Edward Lhuyd, walisischer Natur- und Geisteswissenschaftler (* 1660)
- 30. Juli: John Seymour, englischer bzw. britischer Kolonialgouverneur von Maryland (* 1649)
- 04. August: Elisabeth Amalie von Hessen-Darmstadt, Herzogin von Pfalz-Neuburg, Jülich und Berg sowie Kurfürstin von der Pfalz (* 1635)
- 23. August: Domenico Manuel Caetano, italienischer Abenteurer, Hochstapler, Alchemist und angeblicher Goldmacher (* um 1670)
- 24. August: Elisabeth Dorothea von Sachsen-Gotha-Altenburg, Regentin der Landgrafschaft Hessen-Darmstadt (* 1640)
- 29. August: Johann Friedrich Schweitzer, deutscher Alchimist, Botaniker und Mediziner (* 1630)
- 31. August: Andrea Pozzo, italienischer Maler und Architekt (* 1642)

### September bis Dezember
- 04. September: Jean-François Regnard, französischer Schriftsteller (* 1655)
- 05. September: Johann Georg Neumann, deutscher lutherischer Theologe und Kirchenhistoriker (* 1661)
- 07. September: Gunno Eurelius Dahlstierna, schwedischer Landvermesser und Dichter (* 1661)
- 09. September: Bella Perlhefter, Prager jüdische Schriftstellerin, professionelle Briefschreiberin und Musiklehrerin (* um 1650)
- 11. September: Christian Siegmund von Aschersleben, preußischer Oberst
- 22. September: Iwan Masepa, ukrainischer Kosakenhetman (* 1639)
- September: Thomas Quellinus, flämischer Bildhauer (* 1661)
- 09. Oktober: Barbara Villiers, 1. Duchess of Cleveland, englische Adelige, Mätresse König Karls II. (* 1640)
- 14. Oktober: Lee Seo-woo, koreanischer Philosoph, Dichter und Politiker (* 1633)
- 14. Oktober: Wilhelm, Fürst von Anhalt-Harzgerode (* 1643)
- 17. Oktober: François Mauriceau, französischer Arzt, Chirurg und Geburtshelfer (* 1637)
- 17. Oktober: Gregor Anton Oginski, polnisch-litauischer Hetman und General-Gouverneur des Herzogtums Samogitien (* 1654)
- 01. November: Ludwig Friedrich zu Wied, deutscher Adeliger, Soldat und Hofbeamter (* 1656)
- 08. November: Dimitri von Rostow, Metropolit in Rostow (* 1651)
- 23. November: Johann Wilhelm Bentinck, 1. Earl of Portland, niederländisch-englischer Höfling und Diplomat (* 1648)

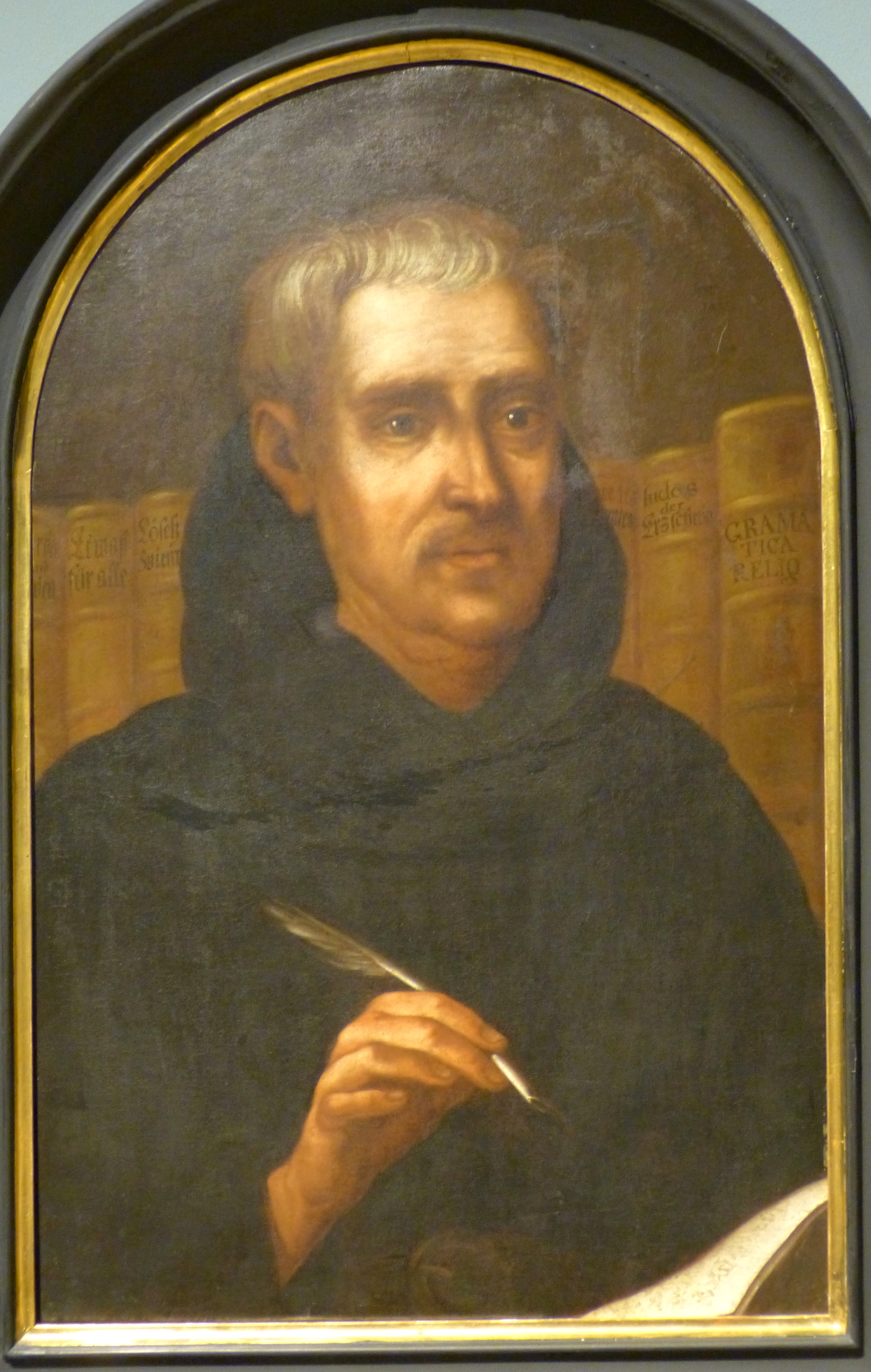
Abraham a Sancta Clara

- 01. Dezember: Abraham a Sancta Clara, deutsch-österreichischer katholischer Geistlicher und Schriftsteller (* 1644)
- 07. Dezember: Meindert Hobbema, niederländischer Maler (* 1638)
- 08. Dezember: Thomas Corneille, französischer Literat und Dramatiker (* 1625)
- 23. Dezember: Alexandros Mavrokordatos, Dragoman (Dolmetscher) im Osmanischen Reich (* 1641)
- 26. Dezember: Johann Philipp Bendeler, deutscher Organist und Orgeltheoretiker (* 1654)
- 26. Dezember: Justus Philipp Meyenberg, deutscher evangelischer Theologe (* 1642)

### Genaues Todesdatum unbekannt
- Abdul Rahman Mohmand, paschtunischer Sufi-Dichter (* um 1651)
- Phrachao Suea, König von Ayutthaya